# Капињани
Капињани (грч. Εξαπλάτανος, Ексаплатанос) је насељено место у општини Меглен у периферији Средишња Македонија, Грчка. Према попису из 2021. године било је 1.080 становника.
Према бугарском географу и историчару, Василу Канчову, у Капињану је 1900. године живело 1.400 Словена муслимана и 175 Словена хришћана. Већи део мештана је током 18. века због притиска и веће сигурности за живот прешао на ислам. Године 1924. муслиманско становништво је принудно исељено у Турску а на њихово место су насељене грчке избегличке породице из Турске, укупно 1.241 особа. На попису из 1940. године Капињани је имао 2.156 становника, од чега 300 Словена а остали су Грци.